# Tekamah
Tekamah är administrativ huvudort i Burt County i Nebraska. Enligt 2020 års folkräkning hade Tekamah 1 714 invånare.